# Hurley (New York, város)
Hurley város az Amerikai Egyesült Államok New York államában, Ulster megyében. Lakosainak száma 6178 fő (2020. április 1.).

## Története
1777 októberében, novemberében és decemberében Old Hurley volt George Clinton tábornok kontinentális erőinek katonai főhadiszállása és New York állam ideiglenes fővárosa, amely Kingstonból költözött át. 

## Népesség
A település népességének változása:

| 2010 | 6 314 |
| 2020 | 6 178 |